# Medinilla flagellata
Medinilla flagellata är en tvåhjärtbladig växtart som beskrevs av Otto Stapf. Medinilla flagellata ingår i släktet Medinilla och familjen Melastomataceae. Inga underarter finns listade i Catalogue of Life.